# Чемпіонат світу з пляжного футболу 2013
Чемпіонат світу з пляжного футболу 2013 — міжнародний турнір з пляжного футболу під егідою ФІФА. 
Відбувався на острові Таїті 18—29 вересня за участі 16 найсильніших команд світу. Це сьомий чемпіонат світу з пляжного футболу під егідою ФІФА, загалом же сімнадцята світова першість. Місце проведення в Океанській футбольній конфедерації вибрали керуючись принципом щорічної зміни конфедерації-господарки турніру. Попередні змагання проходили в Південній Америці, Європі та Азії. Це перший турнір з пляжного футболу світового масштабу в Океанії.
Серед учасників — переможці та призери континентальний чемпіонатів, тринадцятиразові чемпіони бразильці та чемпіони 2011 року — росіяни. Як і в попередньому чемпіонаті, що проходив два роки тому в італійському місті Равенна, в адміністративному центрі Таїті Папеете зіграла українська збірна.
Переможцями змагання стала збірна Російської Федерації.

## Відбірковий етап
Фінальній частині чемпіонату передували кваліфікаційні змагання, що проводилися в шести зональних конфедераціях.
Зокрема, в Європейській зоні 1—8 липня 2012 року пройшов турнір під егідою УЄФА в Москві, який виграли іспанці, здолавши в фіналі команду господарів. Українці посіли третє місце, переможені ними голландці отримали останню путівку до фінальної частини світової першості.
Азійський кваліфікаційний турнір пройшов у січні 2013 в столиці Катару, місті Доха. Перемогу в ньому здобула збірна Ірану. Друге і третє місця здобули збірні Японії та ОАЕ.
Представники Африки визначились навесні 2013 року, ними стали збірні Сенегалу та Кот-д'Івуару.
Від федерації КОНКАКАФ путівки на Таїті здобули США і Сальвадор, що посіли відповідно перше і друге місця у турнірі в Нассау, на Багамах.
Океанська федерація визначила свого другого представника в турнірі 31 серпня—2 вересня в Нумеа. За участь у фінальній частині чемпіонату від Океанії змагалися команди Соломонових Островів, Вануату і Нової Каледонії. Багаторазові фіналісти Океанської кваліфікації, гравці з Соломонових островів здолали своїх конкурентів з рахунками 8:3 та 6:0. Збірна Таїті гратиме в Чемпіонаті світу як команда-господарка.
Південна Америка делегувала для участі в чемпіонаті світу збірні Бразилії, Аргентини та Парагваю. Бразильці є недосяжними рекордсменами за кількістю перемог у світових першостях з пляжного футболу і потрапили до однієї групи зі збірною командою України.
Всі країни-учасниці фінальної частини чемпіонату:
| Азійська зона (АФК) - Іран - Японія - Об'єднані Арабські Емірати Африканська зона (КАФ) - Кот-д'Івуар - Сенегал Європейська зона (УЄФА) - Нідерланди - Росія - Іспанія - Україна | Північно- та Центрально-Американська, Карибська зона (КОНКАКАФ) - Сальвадор - Сполучені Штати Америки Зона Океанії (ОФК) - Соломонові Острови Південноамериканська зона (КОНМЕБОЛ) - Аргентина - Бразилія - Парагвай Країна-господар Чемпіонату - Таїті, Французька Полінезія |  |

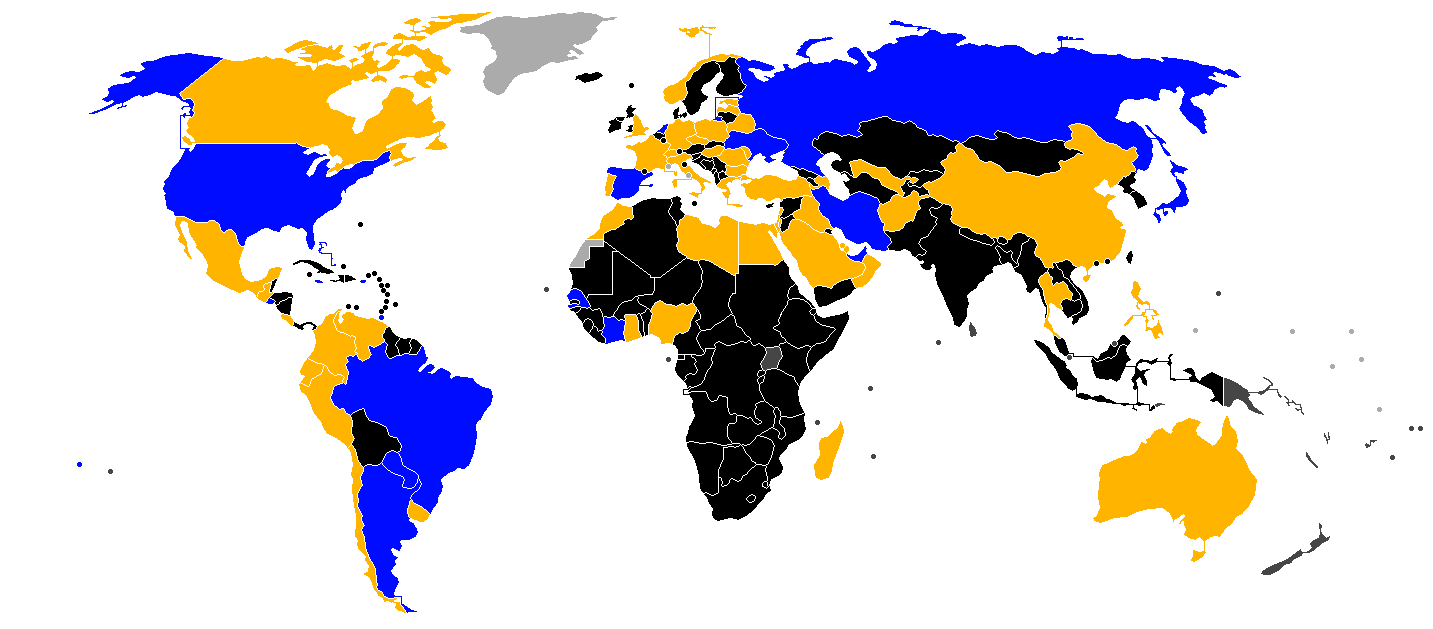
Участь країн у розіграші Чемпіонату світу з пляжного футболу 2013:
Візьмуть участь у фінальній частині розіграшу
Брали участь у кваліфікаційних турнірах, але не потрапили до фінальної частини
Відбірковий етап чемпіонату світу триває (Океанія)
Не беруть участі у Чемпіонаті
Не є асоційованими членами ФІФА

Всі ігри чемпіонату пройдуть на стадіоні Tahua To'ata стадіон в місті Папеете.
Як офіційний м'яч турніру буде використовуватись модифікація Adidas Cafusa розробленого для цьогорічного Кубка конфедерацій.
Офіційна пісня турніру Tu'e Popo обрана на конкурсі жителями Таїті, її виконує місцева співачка Сабріна (фр. Sabrina Laughlin, промо-відео з цією піснею доступне на youtube-каналі BSWW).

## Груповий етап
Згідно з регламентом турніру за перемогу в основний час команді нараховується три очка, за перемогу в додатковий час або в серії пенальті — 2 очка, нічийний результат матчу виключений, а за поразку очки не нараховуються.
Для визначення переваги між командами, що набрали однакову кількість очок застосовуються додаткові критерії: перемога в очних поєдинках, різниця забитих і пропущених голів тощо (регламент (англ.))
| Умовні позначення                                                   |
| ------------------------------------------------------------------- |
| Команди з першої та другої позицій у групі проходять у Чвертьфінали |

Початок матчів даний за київським часом (час на Таїті -11 до київського)

### Група A
| Команда | Ігор | Пер | П+ | Пор | +  | -  | +/- | Очок |
| ------- | ---- | --- | -- | --- | -- | -- | --- | ---- |
| Іспанія | 3    | 3   | 0  | 0   | 10 | 9  | +6  | 9    |
| Таїті   | 3    | 1   | 1  | 1   | 10 | 9  | +1  | 5    |
| США     | 3    | 1   | 0  | 2   | 13 | 14 | −1  | 3    |
| ОАЕ     | 3    | 0   | 0  | 3   | 8  | 14 | −6  | 0    |

Матч 15
| 20 вересня 2013 5:00 |

| Іспанія | 5 – 4 | США |
| ------- | ----- | --- |
|         |       |     |

| Tahua To'ata Stadium Папеете |

Матч 7
| 20 вересня 2013 8:00 |

| Таїті | 3 – 2 | ОАЕ |
| ----- | ----- | --- |
|       |       |     |

| Tahua To'ata Stadium Папеете |

Матч 13
| 22 вересня 2013 5:00 |

| ОАЕ | 2 – 5 | Іспанія |
| --- | ----- | ------- |
|     |       |         |

| Tahua To'ata Stadium Папеете |

Матч 15
| 22 вересня 2013 8:00 |

| США | 3 – 5 (дч) | Таїті |
| --- | ---------- | ----- |
|     |            |       |

| Tahua To'ata Stadium Папеете |

Матч 21
| 24 вересня 2013 5:00 |

| ОАЕ | 4 – 6 | США |
| --- | ----- | --- |
|     |       |     |

| Tahua To'ata Stadium Папеете |

Матч 23
| 24 вересня 2013 8:00 |

| Таїті | 2 – 4 | Іспанія |
| ----- | ----- | ------- |
|       |       |         |

| Tahua To'ata Stadium Папеете |

### Група B
| Команда            | Ігор | Пер | П+ | Пор | +  | -  | +/- | Очок |
| ------------------ | ---- | --- | -- | --- | -- | -- | --- | ---- |
| Збірна Аргентини   | 3    | 2   | 0  | 1   | 17 | 11 | +6  | 6    |
| Збірна Сальвадору  | 3    | 2   | 0  | 1   | 13 | 11 | +2  | 6    |
| Соломонові Острови | 3    | 1   | 0  | 2   | 13 | 15 | −2  | 3    |
| Збірна Нідерландів | 3    | 0   | 1  | 2   | 6  | 12 | −2  | 2    |

| 20 вересня 2013 6:30 |

| Збірна Аргентини                                | 4:1 (2:0, 1:1, 1:0) | Збірна Сальвадору |
| ----------------------------------------------- | ------------------- | ----------------- |
| Легізамон 3' Ілайре 4' Де Езейза 12' Медеро 25' | Звіт                | Роблес 17'        |

| Tahua To'ata Stadium Папеете Глядачів: 3700 Арбітр: Олександр Березкін |

| 20 вересня 2013 9:30 |

| Збірна Нідерландів | 0:2 (0:0, 0:0, 0:2) | Соломонові Острови |
| ------------------ | ------------------- | ------------------ |
|                    | Звіт                |                    |

| Tahua To'ata Stadium Папеете Глядачів: 3600 |

| 22 вересня 2013 6:30 |

| Соломонові Острови | 5:8 (1:1, 3:2, 1:5) | Збірна Аргентини |
| ------------------ | ------------------- | ---------------- |
|                    | Звіт                |                  |

| Tahua To'ata Stadium Папеете Глядачів: 3900 |

| 22 вересня 2013 9:30 |

| Збірна Сальвадору | 5:1 (2:1, 1:0, 2:0) | Збірна Нідерландів |
| ----------------- | ------------------- | ------------------ |
|                   | Звіт                |                    |

| Tahua To'ata Stadium Папеете Глядачів: 2300 |

| 24 вересня 2013 6:30 |

| Соломонові Острови | 6:7 (1:2, 3:2, 2:3) | Збірна Сальвадору |
| ------------------ | ------------------- | ----------------- |
|                    | Звіт                |                   |

| Tahua To'ata Stadium Папеете Глядачів: 3700 |

| 24 вересня 2013 9:30 |

| Збірна Нідерландів | 5:5 (пен. 4:3) (0:4, 2:1, 3:0, 0:0) | Збірна Аргентини |
| ------------------ | ----------------------------------- | ---------------- |
|                    | Звіт                                |                  |

| Tahua To'ata Stadium Папеете Глядачів: 2800 |

### Група C
| Команда         | І | В | В+ | П | +  | -  | +/- | Очок |
| --------------- | - | - | -- | - | -- | -- | --- | ---- |
| Збірна Бразилії | 3 | 3 | 0  | 0 | 16 | 6  | +10 | 9    |
| Збірна Ірану    | 3 | 1 | 0  | 2 | 8  | 10 | -2  | 3    |
| Збірна України  | 3 | 1 | 0  | 2 | 9  | 11 | -2  | 3    |
| Збірна Сенегалу | 3 | 1 | 0  | 2 | 11 | 17 | -2  | 3    |

| 18 вересня 2013 6:30 |

| Збірна Сенегалу | 5–4  | Збірна України |
| --------------- | ---- | -------------- |
|                 | Звіт |                |

| Tahua To'ata Stadium Папеете Глядачів: 3,350 |

| 18 вересня 2013 9:30 |

| Збірна Бразилії | 4–1  | Збірна Ірану |
| --------------- | ---- | ------------ |
|                 | Звіт |              |

| Tahua To'ata Stadium Папеете Глядачів: 4,000 |

| 20 вересня 2013 6:30 |

| Збірна Ірану | 5–3  | Збірна Сенегалу |
| ------------ | ---- | --------------- |
|              | Звіт |                 |

| Tahua To'ata Stadium Папеете Глядачів: 3,250 |

| 20 вересня 2013 9:30 |

| Збірна України | 2–4  | Збірна Бразилії |
| -------------- | ---- | --------------- |
|                | Звіт |                 |

| Tahua To'ata Stadium Папеете Глядачів: 2,100 |

| 22 вересня 2013 6:30 |

| Збірна Ірану | 2–3  | Збірна України |
| ------------ | ---- | -------------- |
|              | Звіт |                |

| Tahua To'ata Stadium Папеете Глядачів: 3,700 |

| 22 вересня 2013 9:30 |

| Збірна Бразилії | 8–3  | Збірна Сенегалу |
| --------------- | ---- | --------------- |
|                 | Звіт |                 |

| Tahua To'ata Stadium Папеете Глядачів: 4,000 |

### Група D
| Команда             | Ігор | Пер | П+ | Пор | +  | -  | +/- | Очок |
| ------------------- | ---- | --- | -- | --- | -- | -- | --- | ---- |
| Збірна Росії        | 3    | 2   | 1  | 0   | 13 | 6  | +7  | 8    |
| Збірна Японії       | 3    | 1   | 1  | 1   | 8  | 8  | 0   | 5    |
| Збірна Парагваю     | 3    | 1   | 0  | 2   | 14 | 13 | +1  | 3    |
| Збірна Кот-д'Івуару | 3    | 0   | 0  | 3   | 11 | 19 | -8  | 0    |

| 19 вересня 2013 5:00 |

| Збірна Парагваю | 10–6 | Збірна Кот-д'Івуару |
| --------------- | ---- | ------------------- |
|                 | Звіт |                     |

| Tahua To'ata Stadium Папеете Глядачів: 2,800 |

| 19 вересня 2013 8:00 |

| Збірна Росії | 4–1  | Збірна Японії |
| ------------ | ---- | ------------- |
|              | Звіт |               |

| Tahua To'ata Stadium Папеете Глядачів: 4,000 |

| 21 вересня 2013 5:00 |

| Збірна Японії | 3–1  | Збірна Парагваю |
| ------------- | ---- | --------------- |
|               | Звіт |                 |

| Tahua To'ata Stadium Папеете Глядачів: 2,100 |

| 21 вересня 2013 8:00 |

| Збірна Кот-д'Івуару | 2–5  | Збірна Росії |
| ------------------- | ---- | ------------ |
|                     | Звіт |              |

| Tahua To'ata Stadium Папеете Глядачів: 3,900 |

| 23 вересня 2013 5:00 |

| Збірна Японії | 4–3  | Збірна Кот-д'Івуару |
| ------------- | ---- | ------------------- |
|               | Звіт |                     |

| Tahua To'ata Stadium Папеете Глядачів: 2,400 |

| 23 вересня 2013 8:00 |

| Збірна Росії | 4–3  | Збірна Парагваю |
| ------------ | ---- | --------------- |
|              | Звіт |                 |

| Tahua To'ata Stadium Папеете Глядачів: 3,900 |

## Стадія плей-оф
|  | Чвертьфінали    | Чвертьфінали    |                    |       | Півфінали       | Півфінали   |  |  | Фінал           | Фінал |
|  |                 |                 |                    |       |                 |             |  |  |                 |       |
|  | 26 вересня 2013 |                 |                    |       |                 |             |  |  |                 |       |
|  |                 |                 |                    |       |                 |             |  |  |                 |       |
|  | Іспанія         | 2               |                    |       |                 |             |  |  |                 |       |
|  | Іспанія         | 2               | 28 вересня 2013    |       |                 |             |  |  |                 |       |
|  | Сальвадор       | 1               |                    |       |                 |             |  |  |                 |       |
|  | Сальвадор       | 1               | Іспанія (дод. час) | 2     |                 |             |  |  |                 |       |
|  | 26 вересня 2013 |                 | Іспанія (дод. час) | 2     |                 |             |  |  |                 |       |
|  |                 | Бразилія        | 1                  |       |                 |             |  |  |                 |       |
|  | Бразилія        | Бразилія        | 1                  | 4     |                 |             |  |  |                 |       |
|  | Бразилія        |                 | 29 вересня 2013    | 4     |                 |             |  |  |                 |       |
|  | Японія          | 3               |                    |       |                 |             |  |  |                 |       |
|  | Японія          | 3               | Іспанія            | 1     |                 |             |  |  |                 |       |
|  | 26 вересня 2013 |                 | Іспанія            | 1     |                 |             |  |  |                 |       |
|  |                 | Росія           | 5                  |       |                 |             |  |  |                 |       |
|  | Росія           | Росія           | 5                  | 6     |                 |             |  |  |                 |       |
|  | Росія           | 28 вересня 2013 |                    | 6     |                 |             |  |  |                 |       |
|  | Іран            | 5               |                    |       |                 |             |  |  |                 |       |
|  | Іран            | 5               | Росія              | 5     | Третє місце     | Третє місце |  |  |                 |       |
|  | 26 вересня 2013 |                 | Росія              | 5     | Третє місце     | Третє місце |  |  |                 |       |
|  |                 | Таїті           | 3                  |       |                 |             |  |  |                 |       |
|  | Аргентина       | Таїті           | 3                  | 1     | Бразилія (пен.) | 7(1)        |  |  |                 |       |
|  | Аргентина       |                 |                    | 1     | Бразилія (пен.) | 7(1)        |  |  |                 |       |
|  | Таїті           | 6               |                    | Таїті | 7 (0)           |             |  |  |                 |       |
|  | Таїті           | 6               |                    |       | 7 (0)           |             |  |  |                 |       |
|  |                 |                 |                    |       |                 |             |  |  | 29 вересня 2013 |       |
|  |                 |                 |                    |       |                 |             |  |  |                 |       |

### Чвертьфінали
| 26 вересня 2013 5:00 |

| Бразилія | 4–3  | Японія |
| -------- | ---- | ------ |
|          | Звіт |        |

| Tahua To'ata Stadium Папеете Глядачів: 4,000 |

| 26 вересня 2013 6:30 |

| Аргентина | 1–6  | Таїті |
| --------- | ---- | ----- |
|           | Звіт |       |

| Tahua To'ata Stadium Папеете Глядачів: 4,200 |

| 26 вересня 2013 8:00 |

| Іспанія | 2–1  | Сальвадор |
| ------- | ---- | --------- |
|         | Звіт |           |

| Tahua To'ata Stadium Папеете Глядачів: 3,900 |

| 26 вересня 2013 9:30 |

| Росія | 6–5  | Іран |
| ----- | ---- | ---- |
|       | Звіт |      |

| Tahua To'ata Stadium Папеете Глядачів: 3,900 |

### Півфінали
| 28 вересня 2013 8:00 |

| Росія | 5–3  | Таїті |
| ----- | ---- | ----- |
|       | Звіт |       |

| Tahua To'ata Stadium Папеете Глядачів: 4,200 |

| 28 вересня 2013 9:30 |

| Іспанія (дод. час) | 2–1  | Бразилія |
| ------------------ | ---- | -------- |
|                    | Звіт |          |

| Tahua To'ata Stadium Папеете Глядачів: 4,200 |

### Матч за 3-е місце
| 29 вересня 2013 8:00 |

| Бразилія (пен.) | 7–7  | Таїті |
| --------------- | ---- | ----- |
|                 | Звіт |       |

| Tahua To'ata Stadium Папеете Глядачів: 4,200 |

### Фінал
| 29 вересня 2013 9:30 |

| Іспанія | 1-5  | Росія |
| ------- | ---- | ----- |
|         | Звіт |       |

| Tahua To'ata Stadium Папеете Глядачів: 4,200 |

| Переможець чемпіонату світу з пляжного футболу 2013 року |
| -------------------------------------------------------- |
| Росія                                                    |
| Росія Другий титул                                       |

## Остаточні позиції команд
| Місце | Збірна             |
| ----- | ------------------ |
| 1     | Росія              |
| 2     | Іспанія            |
| 3     | Бразилія           |
| 4     | Таїті              |
| 5     | Іран               |
| 6     | Сальвадор          |
| 7     | Японія             |
| 8     | Аргентина          |
| 9     | Парагвай           |
| 10    | США                |
| 11    | Соломонові Острови |
| 12    | Україна            |
| 13    | Сенегал            |
| 14    | Нідерланди         |
| 15    | ОАЕ                |
| 16    | Кот-д'Івуар        |